# Las aventuras extraordinarias de Noteapures
Las aventuras extraordinarias de Noteapures (en catalán, Les aventures extraordinàries d'en Massagran), es un libro de 1910, el más conocido de la literatura infantil de Josep Maria Folch y Torres. El protagonista es Massagran, un aventurero que decidió navegar para vivir experiencias y conocer otros países.
Fue publicado en forma de folletín a En Patufet en 1910 con dibujos de Joan Garcia Junceda (número 9 de la Biblioteca Patufet, que continuó al número 10: Nuevas aventuras de en Massagran) y aconteció un gran éxito, que de hecho todavía perdura, puesto que ha dado origen a una serie publicada en forma de cómic, dibujada por Josep Maria Madorell, y también en formato televisivo.